# ナショナル・トレジャー (映画)
『ナショナル・トレジャー』（National Treasure）は、2004年に制作されたアドベンチャー・アクション映画。

## ストーリー
歴史学者であり冒険家のベンジャミン（ベン）・ゲイツは、テンプル騎士団の秘宝の秘密を受け継ぐ一族の末裔。祖父に、秘宝は当時のフリーメイソンらによってイギリスの手に渡らないようにアメリカ建国時に封印されたと聞かされて育ったベンは、成人後にトレジャーハンターとなり、富豪の冒険家イアン・ハウからトレジャーハントの出資を受け、親友のライリー・プールと共にテンプル騎士団の秘宝を探し求めていた。その過程で彼は海泡石のパイプを発見し、「アメリカ独立宣言書」に秘宝の秘密が隠されていることを突き止める。イアンは宣言書の窃盗を提案したが、ベンが堅く拒んだため、以後二人は対立する。ベンは宣言書が保管されている国立公文書館の責任者であるアビゲイル・チェイス博士やFBIにイアンの危険性を警告するが相手にされず、やむを得ず、宣言書を「保護」するために、イアン一味との銃撃戦をかいくぐりながら、自ら宣言書を盗み出す。
イアンからも追われ、さらに宣言書窃盗犯としてFBIからも指名手配されたベンは、彼らの追跡を逃れながら、秘宝の在り処につながる手がかりを次々に突き止めていく。だが、それも長くは続かず、ついにイアンに宣言書を奪われ、FBIのピーター・セダスキー捜査官にも追い詰められて逮捕されてしまう。イアンはベンがFBIに逮捕されたことを承知の上で、ベンの父であるパトリック・ゲイツを人質に取り、合流して秘宝の在り処を教えるよう脅迫する。ベンはウォール街のトリニティ教会に秘宝が隠されていることを教え、教会の地下に侵入するが、すでに宝は持ち去られた後だった。イアンはベンを殺害しようとするが、パトリックが「この場所も手がかりに過ぎず、真の秘宝はボストンにある」と嘘を教え、彼らをボストンに向かわせることで難を逃れる。その後、読み通りに真の秘宝を教会の地下で発見したベンは、セダスキー捜査官に秘宝発見の報を告げて独立宣言書を返却する。自らもフリーメイソンの会員だったセダスキーは、秘宝発見の手柄に免じてベン一行の罪状を帳消しにし、一連の騒動の原因はイアンにあるとして、彼をボストンで逮捕した。
その後、ベンとライリー、チェイスは、人類全体の秘宝発見の功績を政府から公式に認められた。彼らは秘宝の価値の1%の所有権を得て一夜にして大富豪となり、さらにベンとチェイスは結婚して夫婦となった。しかし、彼らはその立場に甘んじることなく、新たな冒険を求め続けるのであった。

## 登場人物
ベン・ゲイツ（Benjamin Gates）
演 - ニコラス・ケイジ
考古学者、歴史学者、冒険家。
アビゲイル・チェイス（Abigail Chase）
演 - ダイアン・クルーガー
公文書館責任者。
ライリー・プール（Riley Poole）
演 - ジャスティン・バーサ
ベンの親友、敏腕ハッカー。
イアン・ハウ（Ian Howe）
演 - ショーン・ビーン
トレジャー・ハンター。ベンに資金を援助する。
パトリック・ゲイツ（Patrick Henry Gates）
演 - ジョン・ヴォイト
ベンの父親、暗号学者。
ピーター・セダスキー（Peter Sadusky）
演 -  ハーヴェイ・カイテル
FBI捜査官、フリーメイソンの会員。
ジョン・アダムス・ゲイツ（John Adams Gates）
演 - クリストファー・プラマー
ベンの祖父。

## キャスト
| 役名                        | キャスト                             | 日本語吹替 |
| --------------------------- | ------------------------------------ | --- |
| ベン・ゲイツ                | ニコラス・ケイジ                     | 大塚明夫 |
| アビゲイル・チェイス        | ダイアン・クルーガー                 | 湯屋敦子 |
| パトリック・ゲイツ          | ジャスティン・バーサ                 | 鉄野正豊 |
| イアン・ハウ                | ショーン・ビーン                     | 磯部勉 |
| ビリー・ルーミス            | ジョン・ヴォイト                     | 小林修 |
| ピーター・セダスキー        | ハーヴェイ・カイテル                 | 村松康雄 |
| ジョン・アダムス・ゲイツ    | クリストファー・プラマー             | 滝田裕介 |
| ショー                      | デヴィッド・ダヤン・フィッシャー     | 山野井仁 |
| パウエル                    | スチュワート・フィンレイ・マクレナン | 世古陽丸 |
| ヴィクター・シッペン        | オレッグ・タクタロフ                 | 天田益男 |
| テッド・ジョンソンFBI捜査官 | マーク・ペルグリノ                   | |
| 国立公文書館警備責任者      | ロン・カナダ                         | |
| 役不明又はその他            | N/A                                  | 坂東尚樹 松本保典 椿真由美 蓮池龍三 飛鳥井豊 楠見尚己 佐久田修 岡寛恵 宮島依里 田村聖子 前島貴志 水落幸子 村上想太 宮里駿 |
| 日本語版制作スタッフ        |                                      | |
| 演出                        | 演出                                 | 中野洋志 |
| 翻訳                        | 翻訳                                 | 戸田奈津子（字幕） 松崎広幸（吹替）                                                                                       |
| 録音・調整                  | 録音・調整                           | 菊池悟史 |
| 録音制作                    | 録音制作                             | ACクリエイト |
| 制作担当                    | 制作担当                             | 山本千絵子 |
| 日本語版制作                | 日本語版制作                         | Disney Character Voices International, Inc.                                                                               |

## 製作
1999年初め、ジョン・タートルトーブがジム・カウフ、オーレン・アヴィヴ、チャールズ・シーガースが書いた原案を基に、1997年から映画の企画を進めていたことが明らかとなった。2001年までに、企画はタッチストーン・ピクチャーズが担当することになった。2003年5月にニコラス・ケイジが主演に起用され、10月までにショーン・ビーンが起用された。脚本はコーマック&マリアンヌ・ウィバーリーが担当し、新たな脚本が作られた。
撮影はワシントンD.C.、ニューヨーク、フィラデルフィア、ユタ州で行われた。大半のシーンはロケーション撮影されたが、独立記念館のシーンはナッツベリーファームのレプリカ館で撮影されている。

## 公開
日本公開の際の宣伝プロデューサーを当時北海道日本ハムファイターズ所属のプロ野球選手・新庄剛志が務めた。
Disney+で配信されている。2020年5月にはテレビシリーズとしてリブートしてDisney+で配信が計画されていることが各メディアで伝えられた。

### 地上波放送履歴
| 回数  | テレビ局   | 番組名             | 放送日         |
| ----- | ---------- | ------------------ | -------------- |
| 初回  | テレビ朝日 | 日曜洋画劇場       | 2007年12月23日 |
| 2回目 | 日本テレビ | 金曜ロードショー   | 2009年5月22日  |
| 3回目 | テレビ朝日 | 日曜洋画劇場       | 2010年8月22日  |
| 4回目 | テレビ朝日 | 日曜洋画劇場       | 2012年4月1日   |
| 5回目 | フジテレビ | 土曜プレミアム     | 2016年2月6日   |
| 6回目 | テレビ東京 | 午後のロードショー | 2019年8月19日  |

## 評価
Rotten Tomatoesには169件のレビューが寄せられ、平均評価5.3/10点、支持率44%の評価となっており、「『ナショナル・トレジャー』は全く宝物ではありません。しかし、その脚本を許すことが出来る人にとっては楽しい映画です」という批評となっている。Metacriticでは35人の批評家によって39/100点の低評価が付けられている。
ロジャー・イーバートは四つ星満点中二つ星を付けている。デイヴィッド・ボードウェルは、1950年代のディズニー映画の伝統に則った冒険活劇であるとして本作を評価し、本作を古典的なハリウッド映画の変遷に関する論文に使用している。